# Friedrich Christian Kries
Friedrich Christian Kries (18 de octubre de 1768 - 29 de mayo de 1849) fue un filólogo clásico, matemático y físico alemán.

## Semblanza
El padre de Kries, Johann Albin, nació en Gotha y fue rector del Liceo Thorner, en el que se educó Kries. En la primavera de 1786 ingresó en la Universidad de Leipzig, donde estudió principalmente teología y filología, pero también se dedicó a la filosofía y a las matemáticas. Solo un año después se trasladó a la Universidad de Gotinga, donde el estudio de lenguas antiguas estaba en primer plano. Allí continuó estudiando filosofía, matemáticas e historia natural, siendo discípulo de Christian Gottlob Heyne, a cuyo seminario filológico pertenecía, y del físico Georg Christoph Lichtenberg. Probablemente en este tiempo también tuvo lugar su graduación. 
Recomendado por Heyne y Lichtenberg, en 1789 comenzó a trabajar para el Liceo de Gotha dirigido porFriedrich Wilhelm Döring, por entonces uno de los centros educativos de más prestigio de Alemania. Enseñó latín, historia, filosofía y el idioma italiano y fue nombrado profesor en 1797. En 1801 se le encomendó la enseñanza de física y matemáticas en el seminario para maestros de escuela, y en 1819 obtuvo su primera cátedra en el Liceo. Retirado en 1840, continuó enseñando en el seminario de los maestros de la escuela. 

## Reconocimientos
- Orden de la Casa Ernestina de Sajonia (1836)
- Consejero de la Corte Ducal (1840)

## Obras (selección)
- Libro de aritmética para escuelas civiles y rurales. Becker, Gotha 1804.
- Libro de texto de física para escuelas académicas. Con grabados en madera. Frommann, Jena 1806.
- Libro de texto de matemática pura. Con grabados en madera. 2a edición, Fromann, Jena 1810.
- Libro de texto de geografía matemática. Göschen, Leipzig 1814 (más tarde en de Gruyter, Berlín).
- Conferencias sobre ciencias naturales para mujeres. 3 volúmenes, Dyk, Leipzig 1832-1836.
- Colección de tareas físicas y su disolución: para uso en escuelas y autoinstrucción. Frommann, Jena 1843.
- Libro de texto de ciencias naturales para principiantes. Además de una breve introducción a la historia natural. 8a edición, Becker, Gotha 1844.

Además, Kries presentó varias traducciones del inglés, francés o italiano; adquirió con Ludwig Christian Lichtenberg la publicación de los escritos de Georg Christoph Lichtenberg; y colaboró en publicaciones periódicas como Gothaer Hofkalender o la Biblioteca General Alemana. Su ensayo sobre la causa de los terremotos se hizo popular.